# 호진경
호진경(胡晉卿: 1107년∼1160년 7월 28일(음력 6월 23일))은 고려의 문신이다. 본관은 토산(兎山)이다.

## 생애[1]
1남 7녀 중 유일한 아들로 태어났다.
12세부터(1118년; 예종 13년) 유학을 배우기 시작해 1122년(예종 17년) 16세에 국자감시(國子監試)에 합격하고, 1128년(인종 6년) 22세에 예부시(禮部試)에 급제하였다.
1132년(인종 10년) 정주방어판관(定州防禦判官) 겸 권농사(勸農使)에 임명되었는데 재직 3년 동안 청백하고 공무에 힘썼으며, 또한 백성을 잘 보살펴 관내 향리과 백성으로부터 존경을 받았다. 이에 청백리로 포상되어 1145년(인종 23년) 비로소 중앙관료가 되어 내관으로 네 번 자리를 옮겨 내시 시합문지후(內侍試閤門祗候)에 이르렀다.
1160년(의종 14년) 7월 28일(음력 6월 23일), 질병에 걸린 지 한 달 남짓만에 숨졌다. 향년 54세였다.

## 가족[1]
- 할아버지: 호종적(胡從迪) - 검교신호위상장군(檢校神虎衛上將軍) 행 중랑장(中郞將)
  - 아버지: 호인영(胡仁穎)[2] - 시군기소감(試軍器少監) 지다방사(知茶房事)
- 외할아버지: 김선영(金善英) - 검교신호위대장군(檢校神虎衛大將軍) 행 산원(散員)
  - 어머니: 김씨(金氏)
  - 장인: 황보 정(皇甫靖) - 합문지후(閤門祗候)
    - 아내: 황보씨(皇甫氏)
      - 아들 : 호신수(胡愼修)
      - 아들 : 호신사(胡愼思)
      - 장녀 사위 : 류광수(柳光壽) - 호부시랑(戶部侍郞)
      - 차녀 사위 : 정공습(鄭公襲) - 위위주부동정(衛尉注簿同正)

## 같이 보기
- 채우: 채인규의 1남 9녀 중 유일한 아들